# آگست (ترانه تیلور سوئیفت)
«آگست» (انگلیسی: August؛ تماماً با حروف کوچک) ترانه‌ای اثر خواننده-ترانه‌سرای آمریکایی تیلور سوئیفت، از هشتمین آلبوم استودیویی او فولکلور (۲۰۲۰) است. این ترانه توسط سوئیفت و جک آنتونوف، با تهیه‌کنندگی فرعی توسط جو آلوین، نوشته و تهیه شده‌است. ترانه یک بالاد دریم پاپ با گیتار، سازهای زهی، طنین آواز و پرده‌گردانی است. در کنار دیگر ترانه‌های آلبوم «ژاکت کش‌باف پشمی» و «بتی»، این ترانه یک مثلث عشقی ساختگی را تشکیل می‌دهد که شامل سه شخصیت اصلی است: بتی، جیمز و دختری بی‌نام. این ترانه از دیدگاه فرد آخر سروده شده‌است، که ناراحتی او را نسبت به عاشقانهٔ تابستانی از حد خارج‌شده با جیمز، که او را رها کرد و با بتی آشتی کرد، به‌تصویر کشیده‌است.
منتقدان تنظیم و متن آهنگ را ستایش کردند، که برخی از آن‌ها آن را به‌عنوان چشمگیرترین بخش از فولکلور برگزیدند. در ایالات متحده، «آگست» در رتبهٔ ۲۳ در ۱۰۰ تک‌آهنگ داغ بیلبورد و رتبهٔ پنج در ترانه‌های داغ راک و آلترناتیو مجلهٔ بیلبورد قرار گرفت. این ترانه به ۲۰تای برتر جدول تک‌آهنگ‌های استرالیا، کانادا، مالزی و سنگاپور رسید. در شصت و سومین مراسم جایزه گرمی در ۱۴ مارس ۲۰۲۱، سوئیفت آن را به‌عنوان بخشی از یک قطعه موسیقی مختلط با «ژاکت کش‌باف پشمی» و «درخت بید»، تک‌آهنگ لید آلبوم خواهر فولکلور اورمور (۲۰۲۰)، اجرا کرد.

## پیش‌زمینه و تولید
تیلور سوئیفت و تهیه‌کننده جک آنتونوف ترانه‌هایی را برای آلبوم‌های پیشین سوئیفت، ۱۹۸۹ (۲۰۱۴)، اعتبار (۲۰۱۷) و عاشق (۲۰۱۹) نوشته و تهیه کردند. آنها در آلبوم فولکلور — که سوئیفت در سال ۲۰۲۰ و در حین دنیاگیری کووید-۱۹ به‌صورت غافل‌گیرانه آن را منتشر کرد — دوباره با هم همکاری کردند. فولکلور در ۲۴ ژوئیه ۲۰۲۰ از طریق ریپابلیک رکوردز منتشر شد. سوئیفت تهیه کنندگی همهٔ ترانه‌های آلبوم را به‌صورت مشترک برعهده داشت و آنتونوف شش ترانه از جمله «آگست» را تهیه کرد. برای این ترانه، آنتونوف ابتدا ساز را تهیه کرد و آن را برای سوئیفت که اشعارش را «درجا؛ این فقط یک چیز ادراکی بود» می‌نوشت، فرستاد. همانند سایر ترانه‌های فولکلور، سوئیفت نیز «آگست» را بر اساس روایتی تخیلی با قوس و کمان‌ها و شخصیت‌های داستانی خیالی خلق کرد.

## متن ترانه و آهنگسازی
سوئیفت «آگست» را به عنوان بخشی از سه ترانه فولکلور (همراه با «ژاکت کش‌باف پشمی (ترانه)» و «بتی») نوشت که یک مثلث عشق میان جیمز، بتی و یک نوجوان بی‌نام را تشکیل می‌دهد. این نخستین ترانه از میان سه ترانه بود که سوئیفت نوشت. به گفته سوئیفت، او می‌خواست ایده یک دختر در یک رابطه تعریف نشده را تشکیل دهد: اشعار ترانه از دیدگاه «آگست» است که عاشق جیمز می‌شود، اما جمیز پیش‌تر با شخص دیگری در رابطه است. این ترانه از آنچه سوئیفت به عنوان تصویر «ماه آگست خورشید را خیس کرد، مانند یک بطری شراب سپری شد» توصیف کرد، الهام گرفته شده‌است. در سرتاسر ترانه، تصورات اواخر تابستان رایج است: «پشتت با خورشید پوشیدست/کاش می‌توانستم رویش اسمم را بنویسم.» «آگست» که در یک منطقه حومه‌ای قرار دارد و «هوای نمکی» نیز دارد، احساسات دختری نوجوان را به تصویر می‌کشد که در تابستان عشق غیرقابل جبرانی را تجربه می‌کند. او ساده لوحانه باور داشت که عاشق شده‌است و در مورد عاشقانه تابستانی خود می‌اندیشد: «آگست مثل باد سپری شد / چون این هیچ وقت مال من نبود.»